# Айдуллин, Иван Ухливанович
Ива́н Ухлива́нович Айду́ллин (род. 13 марта 1951 года, Куйбышевская область) — российский нефтяник, мастер по капитальному ремонту скважин ОАО «Сургутнефтегаз». Герой Труда Российской Федерации (2014).

## Биография
Родился 13 марта 1951 года. Детство Ивана Айдуллина прошло в селе Старое Суркино Альметьевского района Татарской АССР, в местах, где добывают нефть. После окончания средней школы переехал в Казахстан, где получил профессию бурильщика. Отслужив в армии, уехал в Ханты-Мансийский национальный округ, где поступил на работу в Сургутское управление буровых работ № 1 помощником бурильщика. Работал на кусте № 49 Солкинского месторождения.
С 2002 года работает мастером по капитальному ремонту скважин ОАО «Сургутнефтегаз» в Управлении по капитальному ремонту скважин и повышению нефтеотдачи пластов, зарекомендовав себя способным руководителем и рационализатором. Его бригада среди первых стала применять технологию горизонтального ремонта скважин методом зарезки бокового ствола с  горизонтальным участком 350—400 метров на  больших глубинах. Данные операции не уступают, а по многим параметрам превосходят показатели известных сервисных компаний мира.
Среди профессиональных достижений И. У. Айдуллина — внедрение метода зарезки боковых стволов в скважинах с большим смещением роторными управляемыми системами, бурение боковых стволов на  депрессии, спуск хвостовиков при избыточном давлении. Метод обвязки мойки высокого давления, а также изменение стандарта схемы расстановки бурового оборудования сократили время капитального ремонта скважин на  15 %. Все внедрённые им технологии позволили существенно увеличить нефтеотдачу разрабатываемых компанией месторождений.
И. У. Айдуллин участвовал в освоении нефтегазовых месторождений Западной Сибири, внёс значительный вклад в создание отечественного топливно-энергетического комплекса.

## Награды
- Герой Труда Российской Федерации (2014) — за особые трудовые заслуги перед государством и народом.[1]
- Почётный гражданин Ханты-Мансийского автономного округа — Югры (9 декабря 2015) — за значительный вклад в социально-экономическое развитие автономного округа, достигнутые успехи в развитии нефтегазовой отрасли и в связи с 85-й годовщиной со дня образования Ханты-Мансийского автономного округа – Югры
- Орден Трудового Красного Знамени[5]
- Орден «Знак Почёта»[5]
- Медаль «За освоение недр и развитие нефтегазового комплекса Западной Сибири»[5]
- Звание «Ветеран труда»[6]